# Kevin Escoffier
Kevin Escoffier (* 4. April 1980 in Saint-Malo, Département Ille-et-Vilaine) ist ein französischer Hochseesegler und Navigator der in Lorient (Bretagne) seinen Lebensmittelpunkt hat.
Er gewann gemeinsam mit seinem Vater Franck-Yves an Bord der Yacht Crêpes Whaou! im Jahr 2005 die Transat Jacques Vabre in der Klasse Multi 50. Im Jahr 2012 gewann er als Crewmitglied die Jules-Verne Trophy an Bord des Maxi-Trimarans Banque Populaire V unter dem Kommando von Skipper Loïck Peyron. Dann gewann er als Mannschaftsmitglied (Vorschiffsmann/Bowman) an Bord des Dongfeng Race Team das Volvo Ocean Race 2017–2018 mit Skipper Charles Caudrelier.
Im Jahr 2019 wurde er Skipper der fünften IMOCA PRB, mit dem er an der Vendée Globe 2020/2021 teilnahm.

## Biographie

### Frühes Leben und Ausbildung
Im Alter von 19 Jahren verließ er Saint-Malo, um Werkstoff- und Strukturmechanik zu studieren, wobei er sich auf den Bau von Rennbooten spezialisierte. Er verbrachte drei Jahre an der EPF école d’ingénieur·e·s in Sceaux, wo er 2004 einen Abschluss als Ingenieur erwarb, zwei Jahre an der École Polytechnique de Montréal und acht Monate an der University of Maryland und hat sich nun auf Composite Engineering spezialisiert. Er führt sein Abschlussprojekt mit „Mer agitée“, dem Offshore-Rennstall von Michel Desjoyeaux, durch. Dort arbeitete er an Desjoyeaux' Géant, l'Orma.
Eines seiner ersten Projekte war die Mitarbeit an der Entwicklung der Multi 50 Klasse Crêpes Whaou! 2, ein Trimaran, der für seinen Vater Franck-Yves Escoffier, ebenfalls ein Hochseesegler, gebaut wurde. Dieses Boot wurde im April 2005 vom Stapel gelassen und im November desselben Jahres gewannen Escoffier und sein Vater die Klasse bei der Transat Jacques Vabre. Sie waren an verschiedenen IMOCA-Projekten für andere Skipper beteiligt und haben das Designbüro des Team Banque Populaire geleitet.
Im Jahr 2006 trat er dem „PRB-Team“ bei, als die vierte PRB IMOCA, ein Bruce-Farr-Design für Vincent Riou gebaut wurde. Das Boot wurde im September vom Stapel gelassen.

### Regatten mit Crew
Im Jahr 2006 trat Escoffier dem „Team Banque Populaire“ als Projektleiter des Maxi-Trimarans Banque Populaire V bei. Das Boot wurde 2008 vom Stapel gelassen. Escoffier startete mit diesem 40-Meter-Trimaran alle Rekordkampangen, einschließlich der Jules Verne Trophy, die er als Crew-Mitglied unter Skipper Loïck Peyron im Jahr 2012 gewann.
Er hatte die Möglichkeit, mit einer Crew um die Welt zu segeln. Er nahm am Volvo Ocean Race (heute: The Ocean Race) an Bord des chinesischen Volvo Ocean 65 Dongfeng Race Teams teil, das von Charles Caudrelier als Skipper geführt wurde. Als Crew-Mitglied belegte er bei der Ausgabe 2014–2015 den 3. Platz und gewann die Ausgabe 2017–2018.

### IMOCA 60
Im Jahr 2019 verließ Escoffier das „Team Banque Populaire“ und kehrte zu PRB zurück. Er folgte Vincent Riou als Skipper der fünften IMOCA 60 PRB, die 2010 vom Stapel lief und 2018 in einen Foiler umgebaut wurde. Escoffier hatte seinen Sitz in der Riou-Struktur in Port-la-Forêt. In der Nähe befindet sich das Offshore-Regattazentrum Finistère.
Er gewann den Grand Prix Guyader im Jahr 2019 in der Kategorie mit Crew. Im Fastnet Race belegte er im selben Jahr mit Nicolas Lunven den 2. Platz in der Klasse IMOCA. Die beiden Männer belegten auch den 2. Platz beim der Défi Azimut und den 2. Platz beim Transat Jacques Vabre.
Im Jahr 2020 war er Mitglied des Vorstands des Vereins IMOCA. Im Jahr 2020 bestritt Escoffier sein erstes Solo-Rennen, die Vendée-Arctique-Les Sables-d'Olonne, die der Bootsklasse IMOCA 60 vorbehalten ist. Hier belegte er den 5. Platz.
Er nahm an der Vendée Globe 2020/2021 teil, bei der seine Yacht auf dem dritten Platz liegend am 22. Tag der Regatta bei einer Geschwindigkeit von 27 Knoten (50 km/h) im Indischen Ozean auf eine Welle aufschlug und vor dem Mastschott auseinanderbrach. Kevin Escoffier gelang es gerade noch, einen Notruf abzusetzen, seinen Überlebensanzug überzuziehen und nach der Rettungsinsel zu greifen, bevor das Boot sank. Nach stundenlanger Suche entdeckte ihn sein zur Hilfe herbeigeeilter Konkurrent Jean Le Cam, konnte ihn aber wegen des starken Windes und der fünf Meter hohen Wellen nicht direkt aufnehmen und verlor ihn wieder aus den Augen. Doch Le Cam sichtete Escoffiers Blinklicht der Rettungsinsel erneut und konnte ihn um 3.10 Uhr deutscher Zeit nach insgesamt elf Stunden aus seiner Rettungsinsel bergen. Später beschrieb Escoffier, wie sich das Boot buchstäblich in zwei Hälften gefaltet hatte und er sich in letzter Sekunde hatte retten können.
Außer Le Cam wurden auch Boris Herrmann, Yannick Bestaven und Sébastien Simon zur Unglücksstelle umgeleitet. Die beiden Erstgenannten kamen gegen 23 Uhr dort an und begannen ebenfalls mit der Suche nach dem Schiffbrüchigen. Alle an der Aktion beteiligten Segler erhielten von der Rennleitung eine Zeitgutschrift als Entschädigung für ihre Hilfeleistung.

### Team Banque Populaire
Am 23. Februar 2021 gab das „Team Banque Populaire“ die Rückkehr von Kevin Escoffier für etwas weniger als ein Jahr bekannt. Er war Co-Skipper von Armel Le Cléac'h in der zukünftigen Ultime Banque Populaire XI. Escoffier kehrte damit in eine Struktur zurück, die er nach 12 Jahren dort sehr gut kannte. Er war auch an der frühen Konstruktion des Bootes beteiligt, als Leiter des Konstruktionsbüros. Am 27. April wurde die Banque Populaire XI vorgestellt. Sein erstes großes Rennen war die Transat JacquesVabre, das er als Dritter gemeinsam mit Armel Le Cléac'h beendete.

### Die sechste IMOCA 60PRB, heuteHolcim-PRB
Ende Mai 2021 kündigten Escoffier und PRB das Projekt für ein neues Boot an, das die sechste IMOCA mit dem Namen PRB sein würde. Sie hatten gerade einen im Bau befindlichen Rumpf von der Carrington Boats Werft in Hampshire gekauft. Dieses Projekt wurde aufgegeben, da die Finanzierung nicht abgeschlossen werden konnte. Der bei Carrington Boats fertiggestellte Bareboat-Deckrumpf der zukünftigen PRB wurde Ende Januar 2022 nach Frankreich transportiert und in Lorient wurde das Boot fertiggestellt. Die sechste IMOCA PRB hatte am 7. Mai 2022 ihren Stapellauf. Im August erfolgte die Umbenennung in Holcim-PRB.

### Anklage wegen sexueller Übergriffe
Im Juni 2023 wurde Kevin Escoffier vom französischen Segelverband an das Sportministerium und dann an das Justizministerium gemeldet, nachdem ein Vorfall im Zusammenhang mit einem sexuellen Übergriff bekannt wurde, der sich im Mai in den Vereinigten Staaten während eines Zwischenstopps des The Ocean Race 2022/23 in Newport (Rhode Island) ereignet hätte. Nach diesem Vorfall verließ er das Rennen und das Holcim-PRB-Team und überließ Benjamin Schwartz das Management der Crew, woraufhin die Pariser Staatsanwaltschaft eine gerichtliche Untersuchung einleitete.
Im August 2023 gab der französische Segelverband bekannt, dass er neue Berichte erhalten habe, und leitete ein neues Disziplinarverfahren ein, wegen „unangemessenen Verhaltens gegenüber Frauen“. Im Oktober 2023 verhängte die nationale Disziplinarkommission des Verbandes eine 18-monatige Suspendierung von den von ihr organisierten Wettbewerben und entzog ihm die Lizenz für fünf Jahre. Escoffier leugnete die Vorwürfe und legte Berufung gegen diese Entscheidung ein, ebenso wie der Verband, der die Sanktionen für zu milde hielt. Im März 2024 forderte das Nationale Olympische und Sportkomitee Frankreichs den FFV auf, den Fall erneut zu prüfen, da die Beschwerdeentscheidung nicht in ausreichender Weise unter Berücksichtigung des Verfahrensgrundsatzes des kontradiktorischen Verfahrens beurteilt worden war. Am 22. März 2024 hob der FFV die Suspendierung auf und bedauerte, dass ein Verfahrensfehler zur Aufhebung der Disziplinarstrafe geführt hatte. Die gerichtlichen Ermittlungen, die im Juli 2023 von der Pariser Staatsanwaltschaft eingeleitet und seitdem der Polizeistation Lorient anvertraut wurden, dauern jedoch auf der Grundlage von mindestens einer Beschwerde an.
Im Februar 2025 wurde Escoffier in Polizeigewahrsam auf der Polizeiwache von Lorient im Zusammenhang mit drei Beschwerden wegen sexueller Übergriffe vernommen, bei denen zehn Frauen befragt wurden. Escoffier bestritt die Vorwürfe erneut und wurde ohne gerichtliche Überprüfung freigelassen.

## Regatta-Erfolge (Auswahl)
| Rennen Rund um die Welt | Rennen Rund um die Welt             | Rennen Rund um die Welt | Rennen Rund um die Welt | Rennen Rund um die Welt | Rennen Rund um die Welt                                                  | Rennen Rund um die Welt |
| Jahr                    | Wettbewerb                          | Platz/Teiln.            | Klasse                  | Team/Boot               | Partner                                                                  | Bemerkung |
| ----------------------- | ----------------------------------- | ----------------------- | ----------------------- | ----------------------- | ------------------------------------------------------------------------ | --- |
| 2021                    | Vendée Globe 2020/21                | DNF                     | IMOCA 60                | PRB                     | solo                                                                     | Tag 22: schlug mit einer Geschwindigkeit von 27 Knoten im Indischen Ozean auf eine Welle, Mastschott auseinandergebrochen, Yacht gesunken, gerettet von Jean Le Cam |
| 2018                    | Volvo Ocean Race 2017/18            | 1                       | Volvo Ocean 65          | Dongfeng Race Team      | Crew                                                                     | Gesamtsieg nach 11 Etappen und 11 In-Port-Renne, Skipper: Charles Caudrelier                                                                                        |
| 2014                    | Volvo Ocean Race 2014/15            | 3                       | Volvo Ocean 65          | Dongfeng Race Team      | Crew                                                                     | 33 Punkte, Skipper: Charles Caudrelier |
| 2012                    | Jules Verne Trophy                  | 1                       | Maxi-Trimaran           | Banque Populaire V      | Crew                                                                     | Neuer Weltrekord: 45 Tage 13 Std. 42 Min. 53 Sek., Skipper: Loïck Peyron                                                                                            |
| Transatlantik-Rennen    |                                     |                         |                         |                         |                                                                          | |
| 2019                    | Transat Jacques Vabre               | 2                       | IMOCA 60                | PRB                     | mit Nicolas Lunven                                                       | 14 Tage 3 Std. |
| 2015                    | Krys Ocean Race                     | 1                       | MOD 70                  | Spindrift Racing        | Crew                                                                     | Transatlantik in 4 Tagen 21 Std. 8 Min., Durchschittsgeschwindigkeit 28 Knoten                                                                                      |
| 2009                    | Transatlantik-Segelrekord           | R                       | Banque Populaire V      | Crew                    | 3 Tage 15 Std. 25 Min. 48 Sek., Durchschittsgeschwindigkeit 32,94 Knoten | |
| 2005                    | Transat Jacques Vabre               | 1                       | Multi 50                | Crêpes Whaou! 2         | mit Franck-Yves Escoffier                                                | 12 Tage 16 Std. |
| Andere Regatten         |                                     |                         |                         |                         |                                                                          | |
| 2020                    | Vendée-Arctique-Les Sables d'Olonne | 5                       | IMOCA 60                | PRB                     | solo                                                                     | Vendée Globe Qualifikation |
| 2020                    | Défi Azimut                         | 5                       | IMOCA 60                | PRB                     |                                                                          | |
| 2019                    | Défi Azimut                         | 2                       | IMOCA 60                | PRB                     | mit Nicolas Lunven                                                       | |
| 2019                    | Rolex Fastnet Race                  | 2                       | IMOCA 60                | PRB                     | mit Nicolas Lunven                                                       | [ 24 ] |

## Galerie

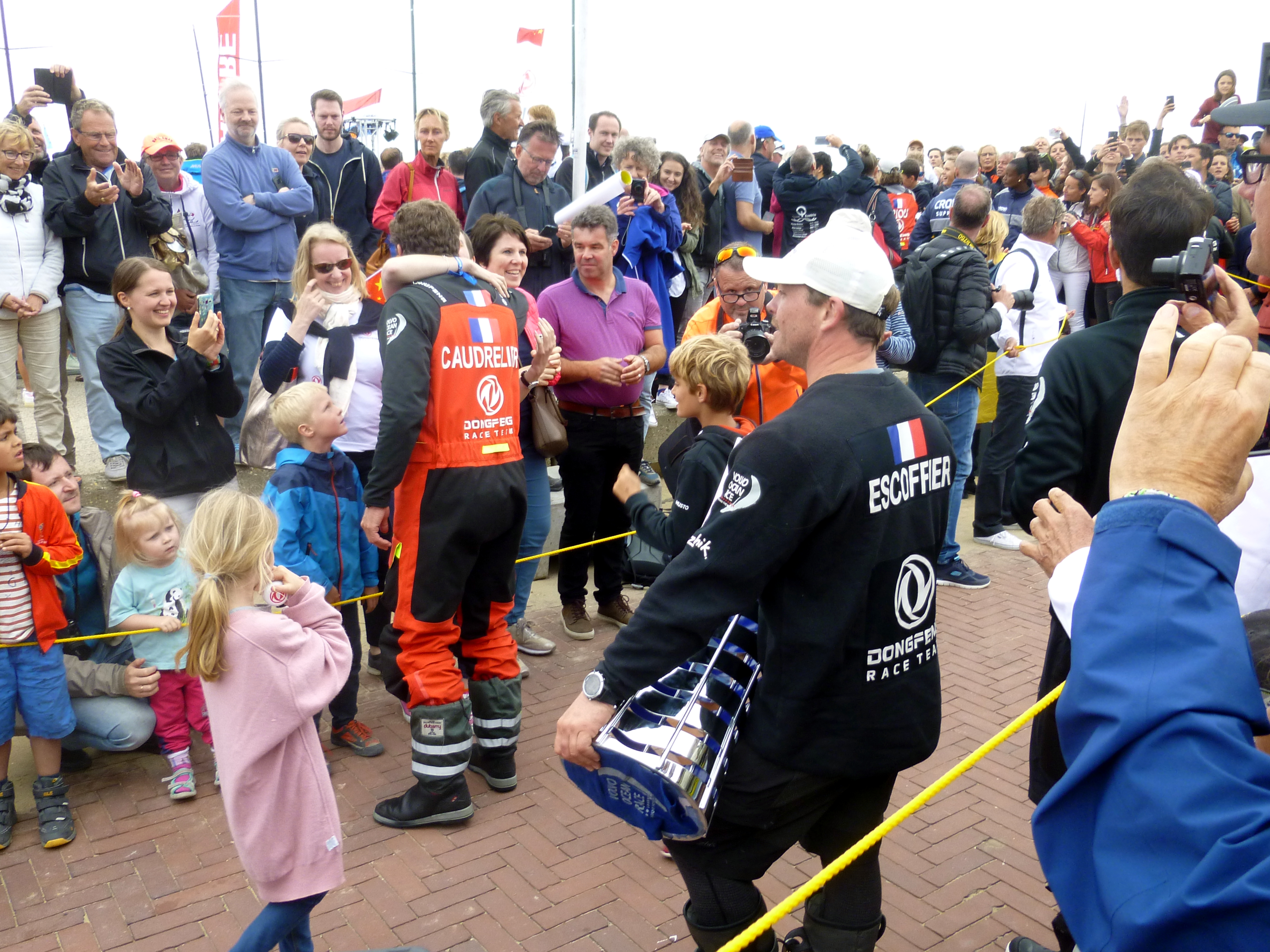
Kevin Escoffier und Skipper Charles Caudrelier in Den Haag nach dem Volvo Ocean Race 2018, Escoffier trägt den Sieger-Pokal
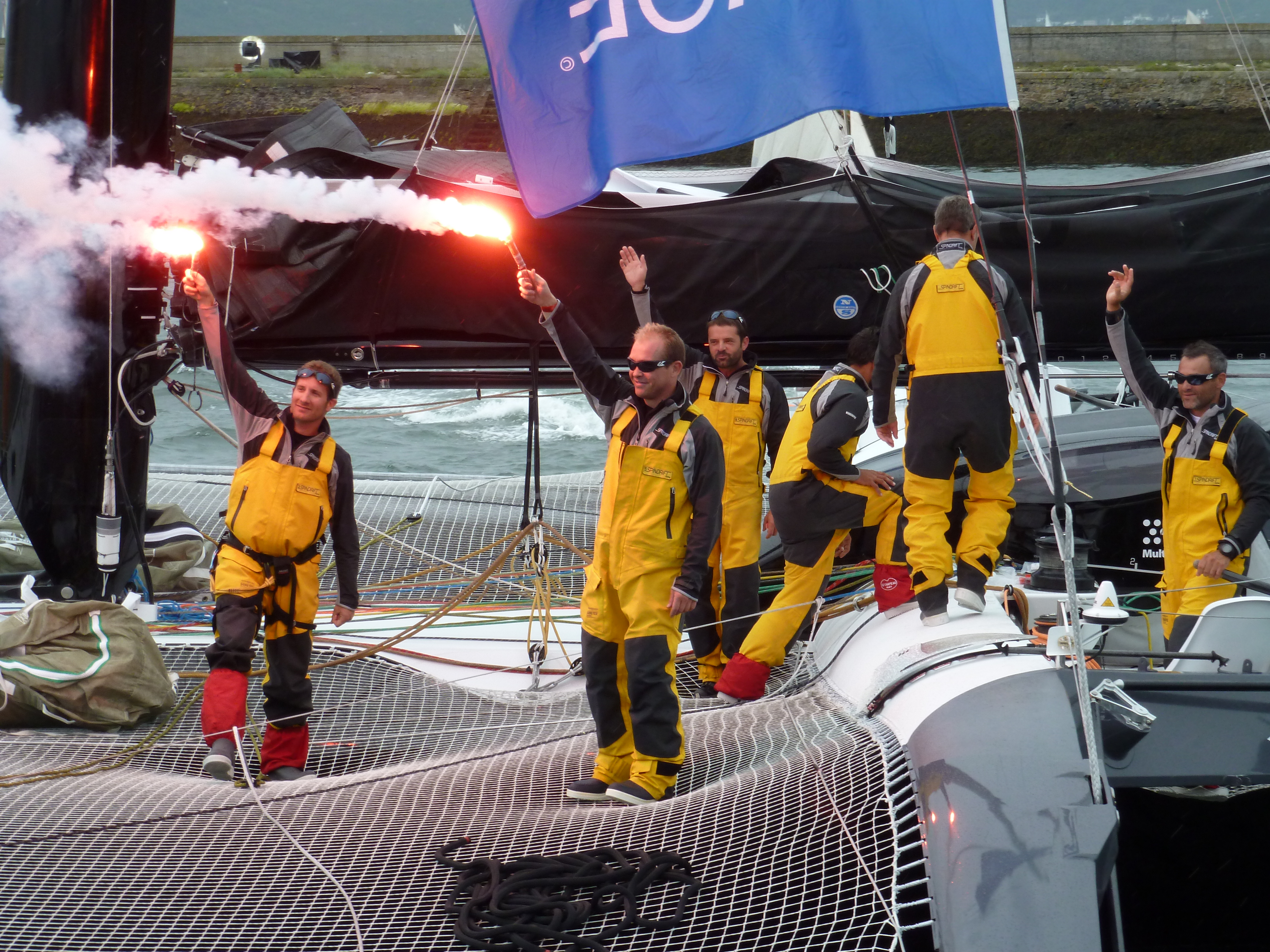
Die Crew von Spindrift Racing begrüßt die Menge, als sie während der Tonnerres de Brest 2012, in den Hafen von Brest einläuft, Escoffier rechts mit Fackel
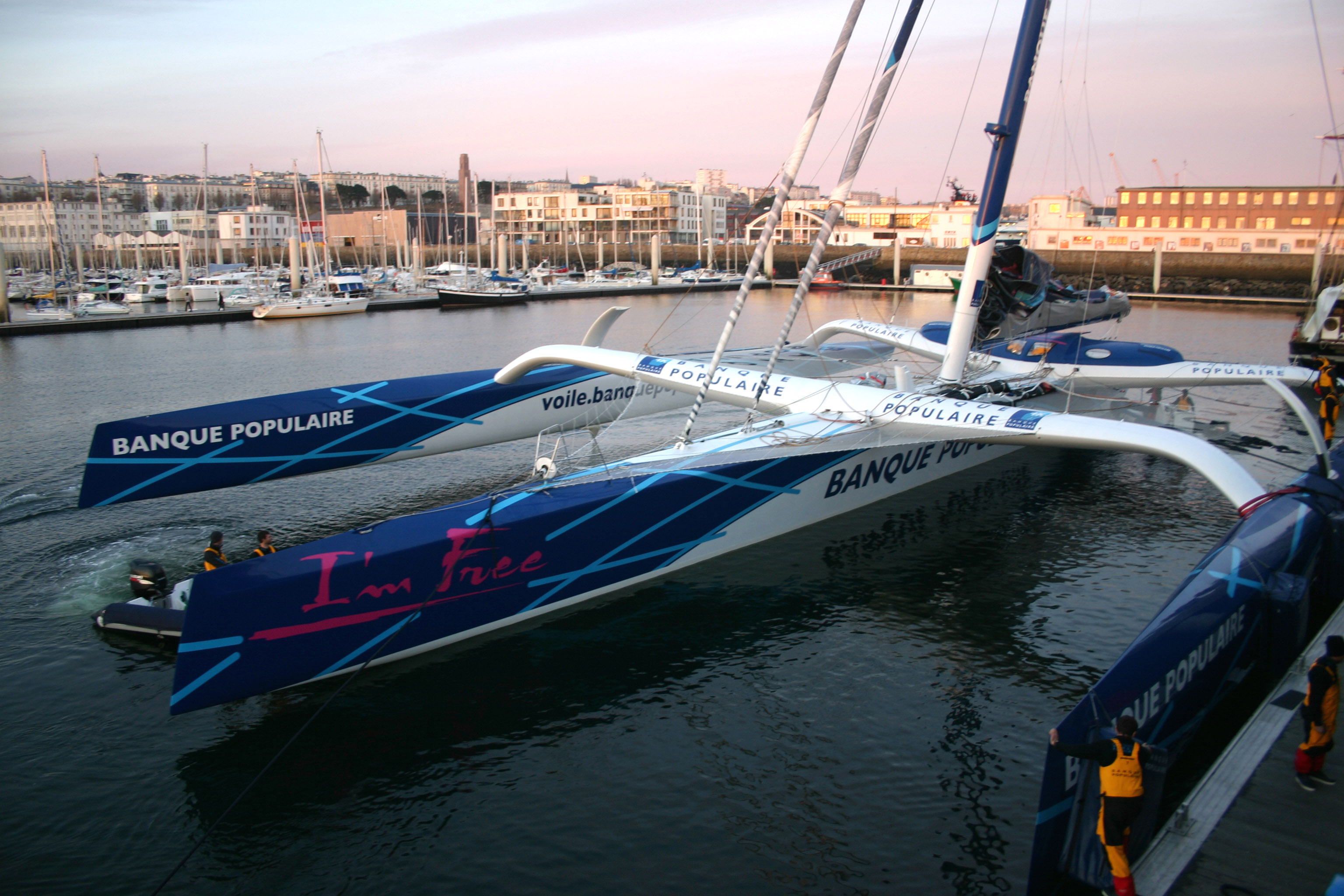
Maxi-Trimaran Banque Populaire V, Hafen Brest, 2009
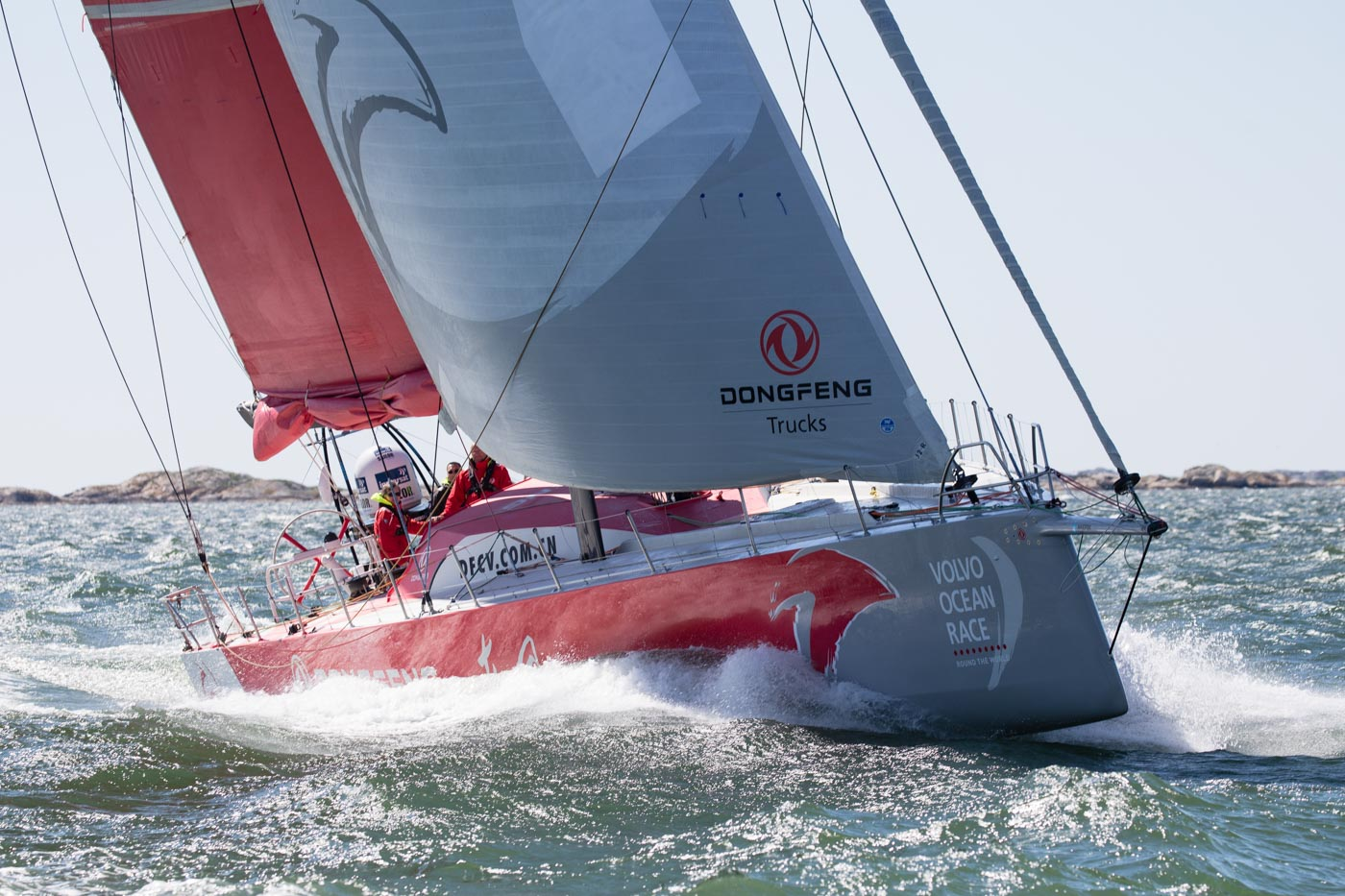
Volvo Ocean 65-Yacht Dongfeng Race Team, Volvo Ocean Race 2014/15
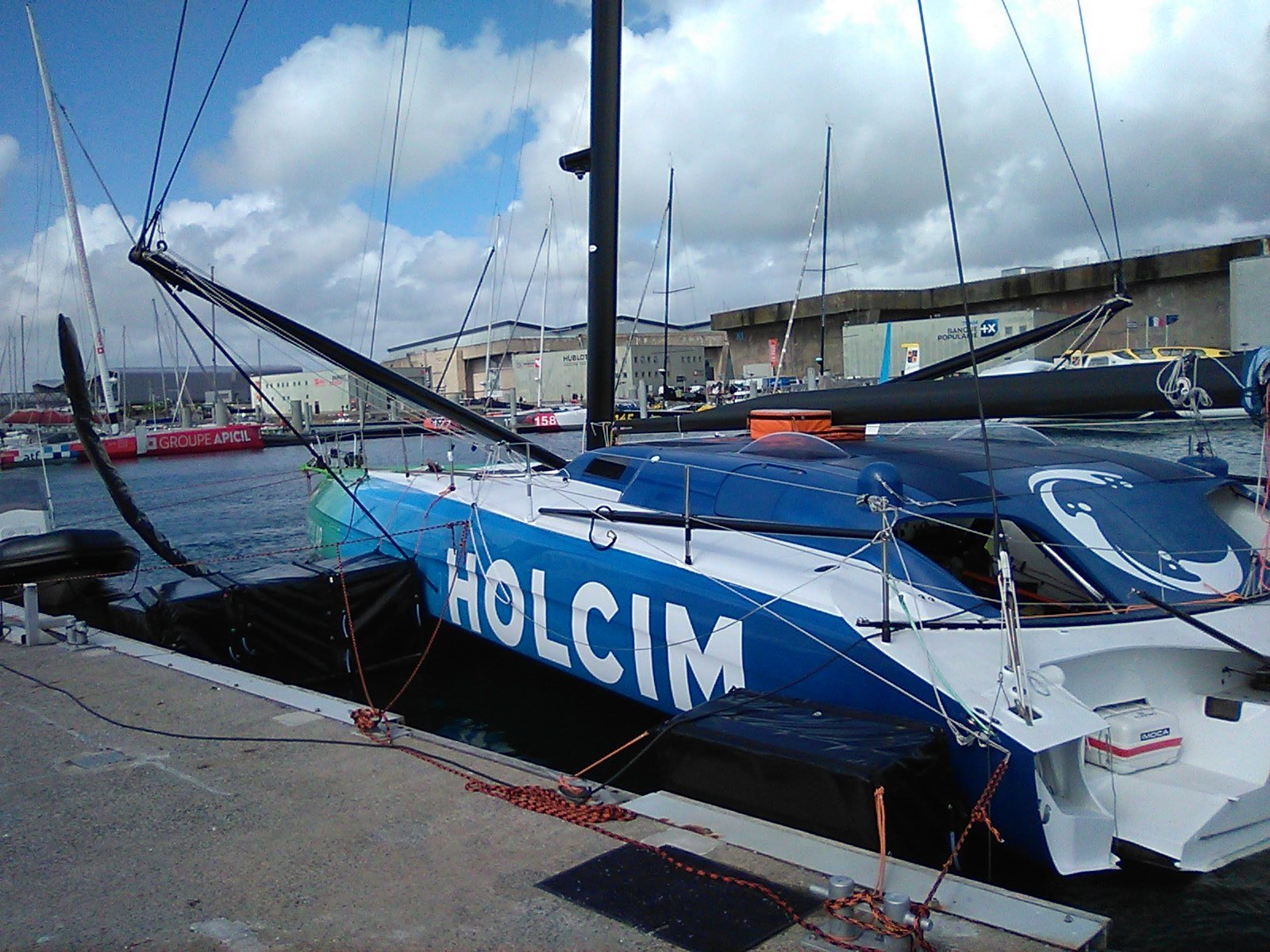
IMOCA 60 Holcim-PRB, Skipper: Kevin Escoffier, Lorient, 2022

## Familie
Kevin Escoffier ist der Sohn von Franck-Yves Escoffier, einem Skipper und Fischer, der leidenschaftlich gerne segelte und in der Multi 50-Trimaran-Klasse an den Start ging, und Bruder von Loïc Escoffier, der wie der Vater Skipper und Fischer ist und zu Regatten in der gleichen Klasse antritt.
Segeln und Rugby sind zwei Familientraditionen. Kevin fühlte sich zu Beginn eher zum Rugby hingezogen, aber am Ende war es das Segeln, das die Oberhand gewann.